# گازولین الی
گازولین الی یا کوچه بنزین (به انگلیسی: Gasoline Alley) یک فیلم اکشن، معمایی و دلهره‌آور آمریکایی به کارگردانی ادوارد جان دریک با بازی دوون ساوا، بروس ویلیس و لوک ویلسون است. این فیلم در ۲۵ فوریه ۲۰۲۲ توسط کمپانی صبان فیلمز در ایالات متحده منتشر شد.

## داستان
مردی که در قتل سه گانه سه ستاره هالیوود دست دارد تحقیقات خود را آغاز می‌کند. او که به کمک نیاز دارد دو کارآگاه را در دم خود به خدمت می‌گیرد تا توطئه‌ای انفجاری تر از تصور هر یک از آنها را افشا کند.

## تولید
فیلمبرداری در تیفتون، جورجیا در مارس ۲۰۲۱ آغاز شد. در ژوئن ۲۰۲۱، صبان فیلمز حق پخش فیلم را به دست آورد. در ۲۵ فوریه ۲۰۲۲ این فیلم به صورت ویدئو هنگام درخواست منتشر شد.

## بازخورد فیلم
در وب‌سایت جمع‌آوری نقد راتن تومیتوز فقط ۱۰ درصد از نظرات ۱۰ منتقد مثبت هستند، میانگین امتیاز ۲٫۸ از ۱۰ می‌باشد.